# Брег'є де Брауер
Брег'є де Брауер (9 березня 1999) — нідерландська синхронна плавчиня. Учасниця Чемпіонату Європи з водних видів спорту 2021 в довільній і технічній програмах дуетів разом зі своєю сестрою Нортьє де Брауер.